# Rally de Montecarlo de 2008
El Rally de Montecarlo de 2008 fue la 76.ª edición y la primera ronda de la Temporada 2008 del Campeonato Mundial de Rally. Se celebró entre el 24 y 27 de enero de 2008. Ese año el Rally de Montecarlo se disputó con una duración de cuatro días, se recuperaron los tramos de Ardèche con un segundo parque de asistencia en la zona de Gap. El tercer y cuarto día se corrió de nuevo en los Alpes marítimos, con el parque en el puerto de Mónaco, donde por segundo año consecutivo se disputó un tramo en el trazado del circuito del Gran Premio de Mónaco. El vencedor fue el francés Sébastien Loeb con el Citroën C4 WRC, que lograba su quinta victoria en Montecarlo, proclamándose de esta manera en el piloto con más victorias en la prueba monegasca.

## Desarrollo
Supuso el debut de Mikko Hirvonen como primer piloto del equipo Ford. El año anterior Marcus Grönholm se había retirado,  por lo que Hirvonen y Jari-Matti Latvala serían los encargados de defender al equipo del óvalo.
En la salida del Montecarlo, la esperanza de Ford era que las carreteras estuvieran cubiertas de nieve y hielo, lo que les dejaría con opciones al triunfo. Sin embargo ese año, el rally se disputó sobre asfalto prácticamente seco, con tan solo algunas humedades en los tramos de la mañana.
El rally comenzó con un dominio claro de los Citroën de Loeb y Sordo, que mantuvieron a raya a los pilotos de Ford y Subaru. Latvala sufrió un pinchazo que lo retrasó y Solberg tuvo problemas con su Impreza por lo que ambos se quedaron descolgados, cediendo a sus compañeros la responsabilidad de liderar el equipo. En la tercera etapa, cuando todo parecía que nada podría impedir un doblete de los hombres de Citroën, en el undécimo tramo el español Dani Sordo rompió el motor de sus Citroën C4 WRC, obligándolo a abandonar. De esta manera Hirvonen se situó por detrás de Loeb, en segunda posición y la mantuvo hasta el final, lo que supuso un final inesperado e inmejorable para el finés dada la desventaja con la que partían los coches de Ford.
En la recta final de carrera, la única duda que quedaba era saber quien se llevaría la tercera plaza, que se venían disputando Chris Atkinson con su Subaru Impreza WRC y François Duval con el Focus del equipo Stobard. En el último tramo, disputado en trazado del circuito de Mónaco, Atkinson partía con una ventaja de tan solo nueve décimas y ambos se lanzaron a por todas y lograron el mejor tiempo, por lo que empataron y el australiano conservó el tercer puesto. Su compañero de equipo Solberg, se tuvo que conformar con el quinto puesto, mientras que Latvala que se había reenganchado gracias al sistema de Super Rally terminó abandonando por problemas en la suspensión.

## Itinerario y ganadores
| Día             | Tramo | Hora  | Tramo                                 | Distancia | Ganador                       | Tiempo  | Vel. media | Líder rally    |
| --------------- | ----- | ----- | ------------------------------------- | --------- | ----------------------------- | ------- | ---------- | -------------- |
| 1 (24 de enero) | SS1   | 18:46 | Jean en Royans - Col de la Chau       | 28.12 km  | Dani Sordo                    | 14:08.9 | 119.3 km/h | Dani Sordo     |
| 1 (24 de enero) | SS2   | 19:36 | La Cime du Mas - Col de Gaudissart    | 17.58 km  | Sébastien Loeb                | 9:25.7  | 111.9 km/h | Sébastien Loeb |
| 2 (25 de enero) | SS3   | 08:24 | St. Pierreville - Col de la Fayolle 1 | 29.52 km  | Sébastien Loeb                | 18:54.4 | 93.7 km/h  | Sébastien Loeb |
| 2 (25 de enero) | SS4   | 10:02 | Burzet - Lachamp Raphael 1            | 16.30 km  | Dani Sordo                    | 9:37.1  | 101.7 km/h | Sébastien Loeb |
| 2 (25 de enero) | SS5   | 10:48 | St. Martial - Le Chambon - Beleac 1   | 12.66 km  | Sébastien Loeb                | 8:06.2  | 93.7 km/h  | Sébastien Loeb |
| 2 (25 de enero) | SS6   | 14:51 | St. Pierreville - Col de la Fayolle 2 | 29.52 km  | Sébastien Loeb                | 18:41.8 | 94.7 km/h  | Sébastien Loeb |
| 2 (25 de enero) | SS7   | 16:29 | Burzet - Lachamp Raphael 2            | 16.30 km  | Sébastien Loeb                | 9:40.7  | 101.1 km/h | Sébastien Loeb |
| 2 (25 de enero) | SS8   | 17:15 | St. Martial - Le Chambon - Beleac 2   | 12.66 km  | Sébastien Loeb                | 8:03.6  | 94.2 km/h  | Sébastien Loeb |
| 3 (26 de enero) | SS9   | 07:31 | Labatie d'Andaure - Lalouvesc 1       | 19.37 km  | Dani Sordo                    | 11:18.1 | 102.8 km/h | Sébastien Loeb |
| 3 (26 de enero) | SS10  | 08:13 | St. Bonnet - St. Bonnet 1             | 25.36 km  | Sébastien Loeb                | 12:39.0 | 120.3 km/h | Sébastien Loeb |
| 3 (26 de enero) | SS11  | 09:38 | Lamastre - Gilhoc - Alboussiere 1     | 21.66 km  | Sébastien Loeb                | 12:59.8 | 100.0 km/h | Sébastien Loeb |
| 3 (26 de enero) | SS12  | 12:52 | Labatie d'Andaure - Lalouvesc 2       | 19.37 km  | Sébastien Loeb                | 11:12.0 | 103.8 km/h | Sébastien Loeb |
| 3 (26 de enero) | SS13  | 13:34 | St. Bonnet - St. Bonnet 2             | 25.36 km  | Chris Atkinson                | 12:23.9 | 122.7 km/h | Sébastien Loeb |
| 3 (26 de enero) | SS14  | 14:59 | Lamastre - Gilhoc - Alboussiere 2     | 21.66 km  | Sébastien Loeb                | 13:08.4 | 98.9 km/h  | Sébastien Loeb |
| 4 (27 de enero) | SS15  | 09:50 | La Bollene Vesubie - Moulinet 1       | 22.68 km  | François Duval                | 15:48.6 | 86.1 km/h  | Sébastien Loeb |
| 4 (27 de enero) | SS16  | 11:08 | Luceram - Loda                        | 15.34 km  | Daniel Sordo                  | 10:51.7 | 84.7 km/h  | Sébastien Loeb |
| 4 (27 de enero) | SS17  | 11:51 | La Bollene Vesubie - Moulinet 2       | 22.68 km  | François Duval                | 15:27.7 | 88.0 km/h  | Sébastien Loeb |
| 4 (27 de enero) | SS18  | 13:09 | Luceram - Col des Portes              | 6.25 km   | François Duval                | 4:24.4  | 85.1 km/h  | Sébastien Loeb |
| 4 (27 de enero) | SS19  | 15:10 | Circuito de Mónaco                    | 2.70 km   | Chris Atkinson François Duval | 1:40.7  | 96.5 km/h  | Sébastien Loeb |

## Clasificación final
- El ganador fue Sebastien Loeb, que lograba su quinta victoria en la prueba,[2] acompañado en el podio por Mikko Hirvonen y Chris Atkinson.

| Pos. | Piloto               | Copiloto             | Automóvil              | Tiempo    | Diferencia | Puntos |
| WRC  | WRC                  | WRC                  | WRC                    | WRC       | WRC        | WRC    |
| ---- | -------------------- | -------------------- | ---------------------- | --------- | ---------- | ------ |
| 1.   | Sébastien Loeb       | Daniel Elena         | Citroën C4 WRC         | 3:39:17.0 | 0.0        | 10     |
| 2.   | Mikko Hirvonen       | Jarmo Lehtinen       | Ford Focus RS WRC 07   | 3:41:51.4 | 2:34.4     | 8      |
| 3.   | Chris Atkinson       | Stéphane Prévot      | Subaru Impreza WRC2007 | 3:42:15.6 | 2:58.6     | 6      |
| 4.   | François Duval       | Eddy Chevalier       | Ford Focus RS WRC 07   | 3:42:16.7 | 2:59.7     | 5      |
| 5.   | Petter Solberg       | Phil Mills           | Subaru Impreza WRC2007 | 3:43:57.9 | 4:40.9     | 4      |
| 6.   | Gigi Galli           | Giovanni Bernacchini | Ford Focus RS WRC 07   | 3:48:03.5 | 8:46.5     | 3      |
| 7.   | Jean-Marie Cuoq      | Philippe Janvier     | Peugeot 307 WRC        | 3:49:41.8 | 10:24.8    | 2      |
| 8.   | Per-Gunnar Andersson | Jonas Andersson      | Suzuki SX4 WRC         | 3:50:36.5 | 11:19.5    | 1      |